# Reidmar
Reidmar (eller Hreidmar; isländska Hreiðmarr) är i den nordiska mytologin en trolldomskunnig, girig man som förmodligen är dvärg. I berättelsen om när Sigurd Fafnesbane dödar Fafner förekommer Reidmar som far till Fafner, Utter och Regin. Han tar Oden, Höner och Loke till fånga och utkräver dem på lösen.
Reidmar bor i ett hus av glittrande guld och skimrande pärlor som byggts av Regin och vaktas av Fafner. Utter, som uppehåller sig vid ett vattenfall i skepnad av en utter, dödas oavsiktligt av Oden, Höner och Loke som befinner sig på vandring. De tar med sig skinnet och söker härbärge hos Reidmar, för vilken de visar sitt jaktbyte. Reidmar och hans överlevande söner tillfångatar då asarna och tvingar dem att som lösen för Utters liv fylla och därtill täcka skinnet helt med guld. Loke stjäl dvärgen Andvares guld och den av Andvare förbannade ringen Andvaranaut och asarna ersätter Reidmar med detta. Reidmar påpekar att ett morrhår inte är dolt, och Loke döljer det då med Andvaranaut, som nu även Loke förbannar.
Regin och Fafner ber då Reidmar om broderbot efter Utter, vilket han nekar dem, varpå de dödar Reidmar för att få ringen. Fafner inser sedan att han vill ha ringen för sig själv, förvandlar sig till en drake, och kör bort Regin.